# Volker Canaris
Volker Canaris (* 22. Mai 1942 in Königsberg; † 6. Mai 2012 in Düsseldorf) war ein deutscher Dramaturg, Theaterkritiker, Theaterintendant und Filmproduzent.

## Leben und Wirken
Canaris, Sohn von Constantin Canaris, studierte nach seinem Abitur 1962 am Humboldt-Gymnasium Düsseldorf Germanistik, Geschichte und Vergleichende Literaturwissenschaft in München, Berlin und Bonn. 1970 schloss er sein Studium mit der Promotion ab.
Ab 1968 schrieb Canaris Theaterkritiken für Theater heute, den Spiegel und Die Zeit. Von 1969 bis 1970 war er als Theaterlektor beim Suhrkamp Verlag in Frankfurt am Main beschäftigt. Von 1970 bis 1979 arbeitete er als Dramaturg in der Abteilung Fernsehspiel beim WDR in Köln. 1979 bis 1985 fungierte Canaris als Schauspieldirektor und Stellvertreter des Intendanten am Schauspielhaus Köln unter Jürgen Flimm. Von 1986 bis 1996 leitete er als Generalintendant das Düsseldorfer Schauspielhaus.
Canaris starb an seinem Wohnsitz an den Folgen seines zweiten Herzinfarkts.

## Filmografie(als Produzent)
- 1973: Der scharlachrote Buchstabe
- 1974: Die letzten Tage von Gomorrha
- 1976: Shirins Hochzeit
- 1977: Heinrich
- 1977: Aus einem deutschen Leben
- 1978: Taugenichts (nur Dramaturgie)
- 1978: Uns reicht das nicht
- 1979: Die Ehe der Maria Braun (Redaktion)
- 1980: Die Welt in jenem Sommer
- 1980: Kaltgestellt
- 1980: Deutschland, bleiche Mutter